# Lokomotivstadion (Moskou)
Het Lokomotivstadion, volledige naam Centraal stadion 'Lokomotiv'  (Russisch: Центральный стадион «Локомотив») is een voetbalstadion in het oostelijk deel van de Russische hoofdstad Moskou nabij het metrostation Tsjerkizovskaja en stadsgewestelijkstation Lokomotiv. Het vormt het thuisstadion van Lokomotiv Moskou en diende als thuisstadion worden van het Russisch voetbalelftal tijdens de kwalificatiewedstrijden van het WK voetbal 2010. Sinds de sloop en herbouw in 2002 vormt het Lokomotivstadion, ook bekend als RZD Arena, een van de modernste stadions van het land en heeft het een capaciteit van 27.320 personen.
Het stadion werd gebouwd in het begin van de jaren twintig en op 12 augustus 1923 speelde Lokomotiv (toen nog Club van de Oktoberrevolutie genoemd) er haar eerste voetbalwedstrijd. Van 2001 tot 2002 werd het grondig geherstructureerd, hetgeen de eigenaar, het Russische Ministerie van Transport omgerekend 30 miljoen dollar kostte. Het nieuwe stadion bevat ook een VIP-loge.

## Interlands
Het Lokomotivstadion was tot op heden 31 keer het toneel van een officiële interland.
| 1  | 5 mei 1979        | Sovjet-Unie – Tsjecho-Slowakije | 3 – 0 | Oefeninterland    |
| 2  | 1 juni 1988       | Sovjet-Unie – Polen             | 2 – 1 | Oefeninterland    |
| 3  | 16 augustus 1992  | Rusland – Mexico                | 2 – 0 | Oefeninterland    |
| 4  | 22 april 1998     | Rusland – Turkije               | 1 – 0 | Oefeninterland    |
| 5  | 31 maart 1999     | Rusland – Andorra               | 6 – 1 | EK-kwalificatie   |
| 6  | 21 augustus 2002  | Rusland – Zweden                | 1 – 1 | Oefeninterland    |
| 7  | 7 september 2002  | Rusland – Ierland               | 4 – 2 | EK-kwalificatie   |
| 8  | 20 augustus 2003  | Rusland – Israël                | 1 – 2 | Oefeninterland    |
| 9  | 10 september 2003 | Rusland – Zwitserland           | 4 – 1 | EK-kwalificatie   |
| 10 | 11 oktober 2003   | Rusland – Georgië               | 3 – 1 | EK-kwalificatie   |
| 11 | 15 november 2003  | Rusland – Wales                 | 0 – 0 | EK-kwalificatie   |
| 12 | 3 september 2005  | Rusland – Liechtenstein         | 2 – 0 | WK-kwalificatie   |
| 13 | 7 september 2005  | Rusland – Portugal              | 0 – 0 | WK-kwalificatie   |
| 14 | 8 oktober 2005    | Rusland – Luxemburg             | 5 – 1 | WK-kwalificatie   |
| 15 | 1 maart 2006      | Rusland – Brazilië              | 0 – 1 | Oefeninterland    |
| 16 | 16 augustus 2006  | Rusland – Letland               | 1 – 0 | Oefeninterland    |
| 17 | 6 september 2006  | Rusland – Kroatië               | 0 – 0 | EK-kwalificatie   |
| 18 | 22 augustus 2007  | Rusland – Polen                 | 2 – 2 | Oefeninterland    |
| 19 | 8 september 2007  | Rusland – Macedonië             | 3 – 0 | EK-kwalificatie   |
| 20 | 23 mei 2008       | Rusland – Kazachstan            | 6 – 0 | Oefeninterland    |
| 21 | 20 augustus 2008  | Rusland – Nederland             | 1 – 1 | Oefeninterland    |
| 22 | 10 september 2008 | Rusland – Wales                 | 2 – 1 | WK-kwalificatie   |
| 23 | 15 oktober 2008   | Rusland – Finland               | 3 – 0 | WK-kwalificatie   |
| 24 | 12 augustus 2009  | Rusland – Argentinië            | 2 – 3 | Oefeninterland    |
| 25 | 7 september 2010  | Rusland – Slowakije             | 0 – 1 | EK-kwalificatie   |
| 26 | 10 augustus 2011  | Rusland – Servië                | 1 – 0 | Oefeninterland    |
| 27 | 25 mei 2012       | Rusland – Uruguay               | 1 – 1 | Oefeninterland    |
| 28 | 15 augustus 2012  | Rusland – Ivoorkust             | 1 – 1 | Oefeninterland    |
| 29 | 7 september 2012  | Rusland – Noord-Ierland         | 2 – 0 | WK-kwalificatie   |
| 30 | 6 juni 2014       | Rusland – Marokko               | 2 – 0 | Vriendschappelijk |
| 31 | 6 september 2016  | Rusland – Ghana                 | 1 – 0 | Vriendschappelijk |